# LittleBigPlanet 3
LittleBigPlanet 3 is een platformspel voor de PlayStation 3 en PlayStation 4. Het is ontwikkeld door Sumo Digital en uitgegeven door Sony Computer Entertainment. Het is het vervolg op LittleBigPlanet 2.

## Spel
LittleBigPlanet 3 speelt op dezelfde manier als zijn voorgangers: LittleBigPlanet en LittleBigPlanet 2. Het is een platformspel met sandbox-elementen. Net als de andere LittleBigPlanet-spellen, richt LittleBigPlanet 3 zich op creëren. Zo kunnen spelers dingen maken als levels, personages, voorwerpen, hulpmiddelen, decoraties, stickers en voertuigen.
Daarnaast kunnen spelers hun creaties delen. De gameplay bestaat uit het doorlopen van de levels met verschillende personages en gebruik te maken van de power-ups. Men kan vijanden verslaan, zijmissies voltooien en objecten verzamelen.

## Ontvangst
LittleBigPlanet 3 ontving positieve recensies. Men prees het visuele gedeelte, de creatiemodus en de nieuwe spelelementen, zoals de nieuwe personages. Een groot punt van kritiek waren echter de technische fouten.
Op Metacritic, een recensieverzamelaar, heeft het spel een score van 79%.